# Narses

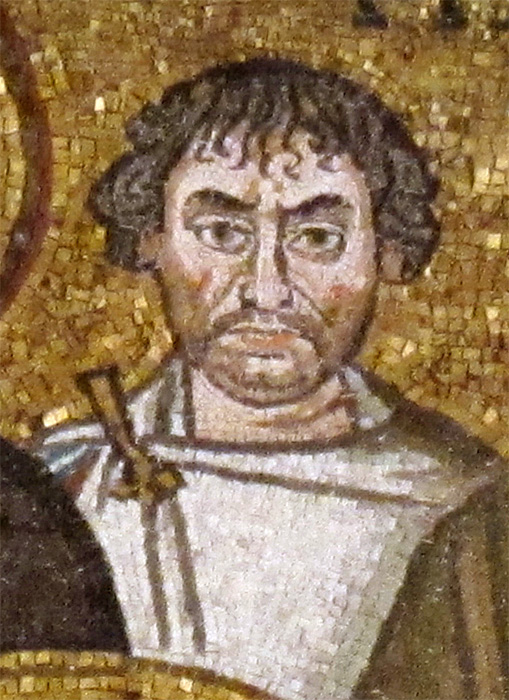
Narses (Zuordnung umstritten)

Narses (altgriechisch Ναρσής; * um 490; † 574 in Rom) war ein Eunuch, Palastbeamter und General des oströmischen Kaisers Justinian.

## Leben
Narses stammte aus dem sogenannten Persarmenien, also dem von den Sassaniden besetzten Teil Armeniens. Dort war die Kastration im Gegensatz zum Oströmischen Reich gestattet, weshalb die Römer, die für bestimmte Positionen am Kaiserhof auf Eunuchen angewiesen zu sein glaubten, regelmäßig Kastraten aus dieser Region „importierten“. Wann Narses nach Konstantinopel kam, ist nicht genau bekannt; er wurde jedenfalls zunächst cubicularius, also Kammerherr. Unter Justinian (527 bis 565) war er seit 530 primicerius sacri cubiculi (also Verwalter der kaiserlichen Finanzen). 
Während des Nika-Aufstands Anfang 532 gewann er durch sein geschicktes Manipulieren der Rebellen das Vertrauen des Kaisers und dessen Gattin Theodora. 538 ging er, obwohl eigentlich Zivilist, mit einem Heer nach Italien, wo sein Rivale, der magister militum Belisar, seit 535 gegen die Ostgoten kämpfte. Da sich die beiden Feldherren gegenseitig blockierten, wurde Narses zunächst wieder abberufen, und Belisar führte den Krieg 540 mit der Eroberung Ravennas zu einem vorläufigen Abschluss. Doch als die Kämpfe ab 541 erneut aufflammten, konnten die Oströmer der Goten unter ihrem neuen König Totila lange Zeit nicht Herr werden, da Justinian inzwischen einen blutigen Perserkrieg zu führen hatte und sich nicht auf Italien konzentrieren konnte.
Belisar wurde schließlich abberufen, und Narses erhielt eine zweite Chance: Er wurde 551 zum Oberbefehlshaber der kaiserlichen Truppen in Italien ernannt. Während Belisar nicht zuletzt an einem Mangel an Soldaten gescheitert war, gelang es Narses, ein schlagkräftiges Heer von über 30.000 Mann aufzustellen und, unter Umgehung der gotischen Stellungen in der Po-Ebene, in Italien einzufallen, wo er im Sommer 552 die Ostgoten auf den Busta Gallorum (nahe Gualdo Tadino in Umbrien) und im Herbst am Mons Lactarius (heute Monte Angelo zwischen Neapel und Salerno) vernichtend schlug. Totila fand in der ersten, sein Nachfolger Teja in der zweiten Schlacht den Tod. Ein alamannisch-fränkisches Heer unter Butilinus, welches auf Bitten der geschlagenen Ostgoten in Italien eingefallen war, konnte Narses im Herbst 554 in der entscheidenden Schlacht am Casilinus vernichten; im selben Jahr erhielt Narses von Justinian den Auftrag, den Wiederaufbau zu beaufsichtigen.
In den folgenden Jahren blieb Narses in Italien, konsolidierte die oströmische Herrschaft über das Land und bemühte sich um die Instandsetzung der durch den langen Krieg zerstörten Infrastruktur. Erhalten ist die Bauinschrift einer neuen Brücke an der Via Salaria aus dem Jahr 565 (ILS 832). In ihr lässt sich der vir gloriosissimus und patricius Narses als Sieger über den tyrannus Totila feiern: „Überall widerhallend möge der Applaus den Narses preisen, der den verstockten Geist der Goten brach und Flüsse das harte Joch zu tragen lehrte“. Anfang 568 aber fiel er bei dem neuen Kaiser Justin II. in Ungnade – offenbar hatten sich die „Überbleibsel“ der westlichen Senatsaristokratie wegen seiner rigiden Finanzpolitik über ihn beklagt – und er wurde abberufen. Er blieb aber in Italien, wo er später hochbetagt verstarb.
Ob Narses tatsächlich, wie von einigen Quellen behauptet, aus Rache am Kaiser die Langobarden aufforderte, in Italien einzufallen, ist fraglich. Denkbar ist aber, dass hinter der Nachricht ein gescheitertes Projekt steht: Vielleicht sollten die Langobarden ursprünglich in der Poebene als kaiserliche Foederaten angesiedelt werden, um das Land vor den Franken zu schützen. Einen ähnlichen Plan hatte man zumindest 540 verfolgt, damals war diese Rolle als Puffer den Goten zugedacht gewesen. Jedenfalls war Narses offenbar gerade im Begriff, sich nach Konstantinopel zu begeben, als ihn die Nachricht vom Einfall der Langobarden erreichte; er bemühte sich um eine Organisation der Verteidigung – allerdings nur mit begrenztem Erfolg. Die Langobarden eroberten Ober- und Teile Mittelitaliens; das Langobardenreich bestand bis zur Eroberung durch Karl den Großen im Jahr 774 fort.

## Rezeption
In dem Historienfilm Kampf um Rom wird Narses von Michael Dunn dargestellt.